# Martin David
Martin David (* 3. Juli 1898 in Posen; † 9. April 1986 in Rotterdam) war ein deutsch-niederländischer Rechtshistoriker des Orients und Papyrologe.

## Leben
Martin stammte aus einer ursprünglich jüdischen Familie. Er war der Sohn des Kaufmanns Abraham David (* 25. März 1867 in Lautenburg; † 22. August 1940 in Den Haag) und dessen Frau Bertha Pinczower (* 21. April 1878 in Klein-Zabre; † 23. Juli 1943 in Sobibor). Nach dem Besuch des Gymnasiums in Posen, zog er während der Zeit des Ersten Weltkrieges nach Berlin, wo er ein Studium der Rechtswissenschaften
an der Universität Berlin begann. Daneben widmete er sich auch den Studien der klassischen und semitischen Sprachen sowie der Kultur der Sprachvölker. Am 20. Dezember 1919 bestand er seine erste juristische Staatsprüfung und wurde anschließend Referendar in unterschiedlichen juristischen Institutionen. Am 9. April 1924 bestand er seine zweite juristische Staatsprüfung zum Assessor. Danach arbeitete er als Richter am Berliner Kammergericht. Zwischenzeitlich hatte er am 16. Februar 1925 an der Universität Leipzig seine Arbeit Die Adoption im altbabylonischen Recht verteidigt und wurde am 29. Mai desselben Jahres cum laude zum Doktor der Rechte promoviert. Nach einem weiteren Aufenthalt in Berlin, zog er 1927 abermals nach Leipzig, wo sein Doktorvater Paul Koschaker und Benno Landsberger maßgeblich seine Entwicklung lenkten.
1930 habilitierte er sich an der Leipziger Universität mit der Abhandlung Studien zur heredis institutio ex re certa im klassischen römischen und justinianischen Recht. Damit verbunden erhielt er einen Lehrauftrag für das Römische Recht, Papyrologie und altorientalische Rechtsgeschichte. In dieser Tätigkeit absolvierte er vorrangig Vorlesungen zum römischen Privatrecht und zur römischen Rechtsgeschichte. Daneben bot er Lehrveranstaltungen zur Einführung der Papyrologie, zum altorientalischen Recht, zur Gaiuslektüre, zur Lektüre des syrisch-römischen Rechts und zur Interpretation assyrischer Rechtsurkunden an. Zu einem seiner damaligen Schüler gehörte unter anderem Herbert Paul Hermann Petschow und er nahm 1932 als Redner am Deutschen Rechtshistorikertag in Jena teil. Als 1933 in Deutschland die Nationalsozialisten an die Macht kamen und die Juden aus ihren Ämtern gedrängt wurden, wurde auch David die Lehrerlaubnis entzogen. David emigrierte mit seiner jungen Familie in die Niederlande und fand an der Universität Leiden eine neue Wirkungsstätte, wo er am 7. Oktober 1933 als Privatdozent angestellt wurde.
Nachdem er am 31. Januar 1934 seine Antrittsvorlesung zu dem Thema Vorm en wezen van de huwelijkssluiting naar de oud-oostersche rechtsopvatting (deutsch: Form und Wesen der Eheschließung nach der altorientalischen Rechtsauffassung) gehalten hatte, unterrichtete er vor allem orientalische Rechtsgeschichte und griechisch-ägyptische Papyrologie. Bereits in seiner Leidener Ankunftsphase hatte er 1933 ein Seminar für Papyrologie eingerichtet und gemeinsam mit Bernard Abraham van Groningen, sowie Julius Christiaan van Oven errichtete er 1935 das Leidener Papyrologisch Kabinet, welches 1962 im Leidener Papyrologisch Institut aufging. Ab 1937 übte David neben seiner Lehrtätigkeit in Leiden, auch eine außerordentliche Assessortätigkeit an der Universität von Amsterdam aus, wo er bis 1940 über griechische Papyrologie dozierte. Zudem richtete man David in Leiden einen besonderen Lehrstuhl für babylonische, assyrische, jüdische und hellenistische Rechtsgeschichte ein, auf welchen er am 21. Juni 1937 berufen wurde und welche Aufgabe er am 19. November 1937 mit der Antrittsrede De rechtshistoricus in zijn taak (deutsch: Der Rechtshistoriker in seiner Aufgabe) übernahm. Die innerliche Trennung von seiner deutschen Heimat widerspiegelt sich auch an seiner am 11. September 1939 durchgeführten Einbürgerung in die Niederlande. Der Einfall der deutschen Besatzer in die Niederlande 1940 während des Zweiten Weltkrieges bewirkte zunächst die Beurlaubung am 25. November 1940 und am 22. Februar 1941 eine erneute Entlassung aus dem Hochschulbetrieb.

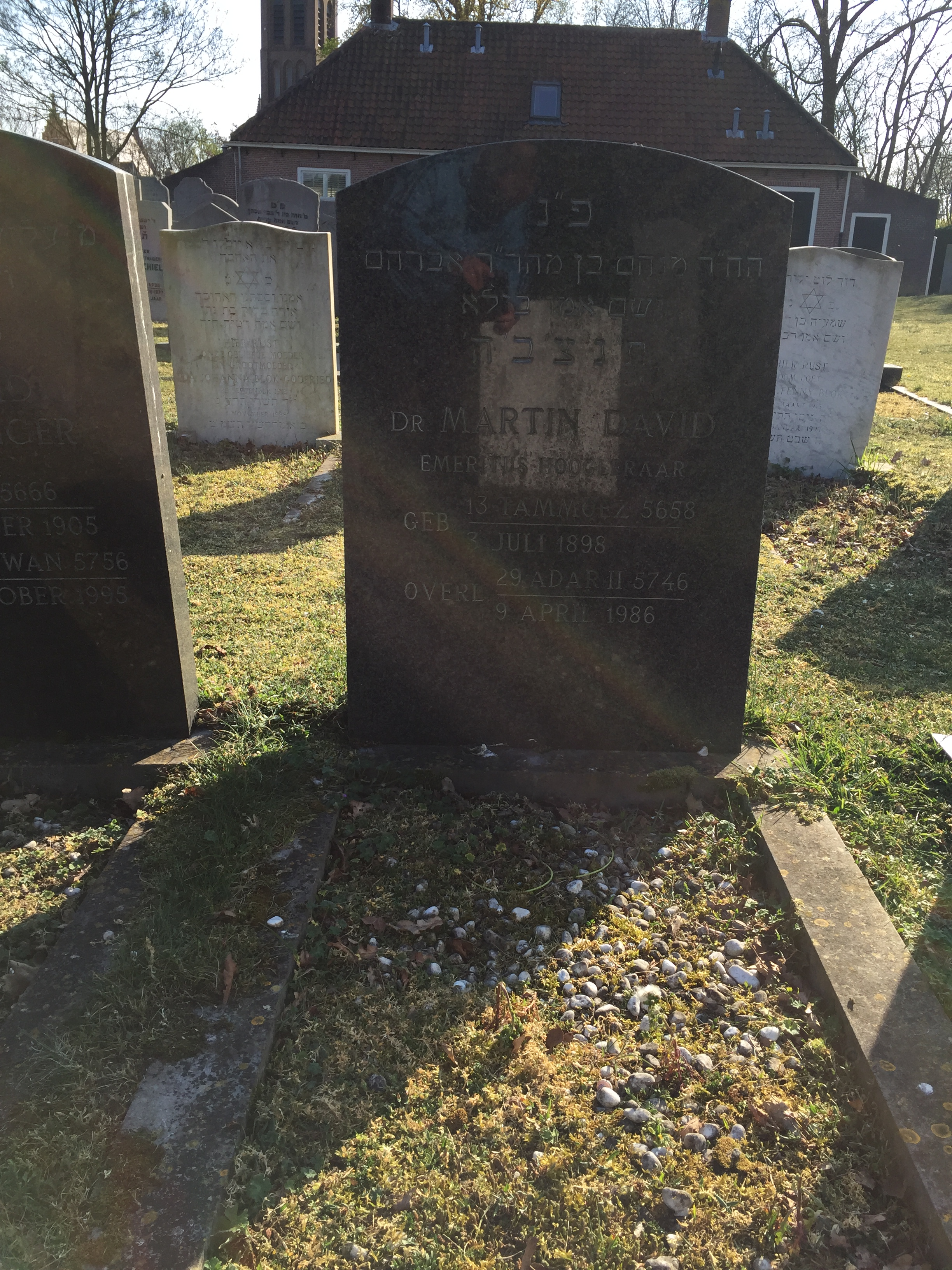
Grab in Katwijk

Die Entlassung der jüdischen Mitarbeiter wie David und Eduard Maurits Meijers aus dem Hochschulbetrieb in Leiden, veranlasste unter anderem Rudolph Cleveringa am 26. November 1940 seine Protestrede gegen die Entlassung seiner jüdischen Mitarbeiter zu halten. Danach verfasste David eine Anzahl von Artikeln zum Altjüdischen Recht, arbeitete mit van Groningen an einem papyrologischen Lehrbuch und redigierte ab 1941 die Papyrologica Lugduno-Batava. 1943 wurde er im Konzentrationslager Barneveld interniert, war 1944 im Durchgangslager Westerbork und wurde schließlich am 5. September 1944 in das Ghetto Theresienstadt verschleppt. Als dieses am 8. Mai 1945 durch die Rote Armee befreit worden war, kehrte er am 29. Juni 1945 nach Leiden zurück. Hier nahm er am 31. Dezember 1945 seine Lehrtätigkeit als außerordentlicher Professor der vergleichenden Geschichte der Antike wieder auf, beteiligte sich ab 1950 als Redakteur an der Tijdschrift voor Rechtsgeschiedenis (deutsch: Zeitschrift für Rechtsgeschichte) und wurde am 23. Juli 1953 ordentlicher Professor der babylonischen, assyrischen, jüdischen, sowie hellenistischen Rechtsgeschichte.
David, welcher am 16. Mai 1953 auch Mitglied der königlich niederländischen Akademie der Wissenschaften geworden war, erarbeitete ab 1954 bis zu seiner Emeritierung mit dem Utrechter Latinisten Hein L. W. Nelson kritische Ausgaben mit philologischen Kommentaren, von zwei der insgesamt vier Bücher umfassenden Institutionen des Gaius. Mit Nelson gab er zudem ab 1956 eine philologisch kommentierte Ausgabe der römisch-rechtlichen Fragmente der Pauli sententiae (eine zu Ende des 3. Jahrhunderts nach Christus geschriebene und im 4. und 5. Jahrhundert bearbeitete Sammlung von Rechtssätzen) heraus. Als 70-Jähriger wurde er am 1. September 1968 aus seiner Professur emeritiert, wozu die offizielle Entlassung per königlichem Beschluss am 20. Dezember 1967 erfolgte. Kollegen, Freunde und Schüler gaben zu diesem Anlass die dreibändige Miscellanea Papyrologica und die zweibändige Symbolae juridicae et historicae Martino David dedicatae heraus. 1972 erlitt David einen Schlaganfall, welcher ihn teilweise lähmte. Geistig blieb er aber bis ins hohe Alter aktiv.

## Familie
David verheiratete sich am 5. November 1930 in Leipzig mit Else Feuchtwanger (* 11. Dezember 1905 in München; † 27. Oktober 1995 in Doorn), die Tochter des Felix Ahron Meir Feuchtwanger (* 19. Januar 1867 in München; † 17. November 1938 ebd.) und dessen Frau Babette Schoyer (* 3. Mai 1875 in Berlin; † 28. April 1965 in Jerusalem). Aus der Ehe stammen zwei Söhne und eine Tochter. Von den Kindern kennt man:
- Rudolf Refael David (* 1931 in Leipzig), verheiratet am 11. Juli 1960 in Leiden mit Bea Louise Nerden (* 3. Mai 1935 in Amsterdam; † 17. September 2015 in Amstelveen)
- Ineke (Ida) Dorothea David (* 15. April 1935 in Leiden), verheiratet am 12. August 1962 mit Alfred Salomon Friedeberg
- Abraham Wilhelmus Felix David (* 18. Dezember 1940 in Leiden), verheiratet am 16. Juli 1970 in Rotterdam mit Maureen Diana Kopinsky (* 30. August 1946 in Paramaribo/Surinam)

## Schriften (Auswahl)
- Die Adoption im altbabylonischen Recht (= Leipziger rechtswissenschaftliche Studien. Heft 23, ZDB-ID 530615-2). Weicher, Leipzig 1927 (Unveränderter fotomechanischer Nachdruck. Zentralantiquariat der Deutschen Demokratischen Republik, Leipzig 1970).
- mit Erich Ebeling: Assyrische Rechtsurkunden. Enke, Stuttgart 1929, (Digitalisat; zugleich veröffentlicht in: Zeitschrift für vergleichende Rechtswissenschaft. Band 44, ISSN 0044-3638, S. 305–381).
- Studien zur heredis institutio ex re certa im klassischen römischen und justinianischen Recht (= Leipziger rechtswissenschaftliche Studien. Heft 44). Weicher, Leipzig 1930.
- Vorm en wezen van de huwelijkssluiting naar de oud-oostersche rechtsopvatting. Brill, Leiden 1934.
- Betrachtungen zur Leidener Keilschriftsammlung. In: Tijdschrift voor Rechtsgeschiedenis. Band 14, 1936, S. 1–18, doi:10.1163/157181936X00018.
- als Mitherausgeber: Studia et documenta ad iura orientis antiqui pertinentia. Band 1 ff., 1936 ff., ZDB-ID 445835-7.
- De rechtshistoricus en zijn taak. Rede. Sijthoff, Leiden 1937, (Deutsch: Der Rechtshistoriker und seine Aufgabe. Sijthoff, Leiden 1937).
- mit Bernard Abraham van Groningen: Papyrologisch leerboek. Brill, Leiden 1940, (spätere Ausgaben in englischer Sprache unter dem Titel: Papyrological primer. 2nd edition. ebenda 1946; 3rd edition. ebenda 1952; 4th edition. ebenda 1965).
- Het huwelijk van Ruth (= Uitgaven vanwege de Stichting voor Oud-Semietische, Hellenistische en Joodsche Rechtsgeschiedenis, gevestigd te Leiden. 2, ZDB-ID 1224162-3). Brill, Leiden 1941.
- The Warren papyri (= Papyrologica Lugduno-Batava. 1, ISSN 0169-9652). Brill, Leiden 1941.
- Een nieuw-ontdekte Babylonische wet uit de tijd vóór Hammurabi (= Uitgaven vanwege de Stichting voor Niet-Westers Recht gevestigd te Leiden. 3). Brill, Leiden 1949.
- Adoptie in het oude Israël (= Mededelingen der Koninklijke Nederlandse Akademie van Wetenschappen. Afdeling Letterkunde. Nieuwe reeks, Deel 18, Nummer 4, ISSN 0168-6968). Noord-hollandsche uitgevers mij, Amsterdam 1955.
- mit Hein L. W. Nelson: Überlieferung, Aufbau und Stil von Gai Institutiones (= Studia Gaiana. 6). Brill, Leiden 1981, ISBN 90-04-06306-4.